# Висше общество
Висше общество (на турски: Yüksek Sosyete) e турски романтичен драматичен сериал, излязъл на телевизионния екран през 2016 г.

## Сюжет
Сериалът е римейк на едноиминния 16-сериен корейски сериал,излязъл през 2015 г.
Керем е беден младеж,чийто родители работят при богатото семейство Чалхан. Тяхната най-голяма мечта е синът им да е щастлив. Синът на Чалхан Мерт става приятел на Керем. Но на него му писва да е част от висшето общество, затова в продължение на 1 месец Керем трябва да се престравя за Мерт,след което ще напусне фирмата му.
Джансу е изразнала в богато семейство. Тя обаче мечтае за истински приятели и обикновен живот. Младата жена започва да работи като продавачка при Мерт. Там тя среща Керем и се влюбва в него. Любовта им ще бъде възпрепятствана заради техните лъжи.

## Излъчване
| Сезон | Епизоди | Начало на сезона | Край на сезона   | Всички епизоди | ТВ сезон | ТВ канал | Дата и час               |
| ----- | ------- | ---------------- | ---------------- | -------------- | -------- | -------- | ------------------------ |
| 1     | 26      | 16 юни 2016      | 24 декември 2016 | 1 – 26         | 2016     | Star TV  | четвъртък/събота (20:00) |

## Излъчване в България
| Сезон | Епизоди | Начало на сезона | Край на сезона    | Всички епизоди | ТВ сезон | ТВ канал | Дата и час                 |
| ----- | ------- | ---------------- | ----------------- | -------------- | -------- | -------- | -------------------------- |
| 1     | 46      | 25 юни 2018 г.   | 27 август 2018 г. | 1 – 46         | 2018 г.  | bTV      | всеки делничен ден (13:30) |

## Актьорски състав
- Енгин Йозтюрк – Керем Йозкан
- Хазар Ергючлю – Джансу Коран
- Мерич Арал – Едже Серт
- Озан Долунай – Мерт Чалхан
- Зухал Олджай – Сюрея Коран
- Нихат Алтънкая – Левент Каратай
- Хакъ Ергьок – Метин Коран
- Алийе Узунатаан – Бедия Чалхан
- Танер Барлаш – Йълмаз Йозкан
- Хюля Гюлшен Ърмак – Айшен Йозкан
- Джейда Тепелилер – Ъшъл
- Гюлшах Чомолу – Бегюм Коран
- Йозгюн Чобан – Джан Коран
- Ясин Джам – Ерджан
- Серен Дениз Ялчън – Суде Гьоксу

## В България
В България сериалът започва на 25 юни 2018 г. по bTV и завършва на 27 август. Дублажът е на студио Медиа Линк. Ролите се озвучават от Мина Костова, Татяна Захова (от първи до тридесети и девети епизод), Петя Абаджиева (от четиридесети до четиридесет и шести епизод), Василка Сугарева (от първи до тридесети епизод), Цветослава Симеонова (от тридесети до четиридесет и шести епизод), Мартин Герасков (от първи до тридесети и шести епизод), Георги Стоянов (от тридесет и седми до четиридесет и шести епизод), Радослав Рачев (от първи до тридесети и шести епизод) и Иво Райков (от тридесет и седми до четиридесет и шести епизод).
На 23 март 2020 г. започва повторно излъчване по bTV Lady и завършва на 25 май. На 12 юли започва ново повторение и завършва на 19 декември.